# Snelfietsroute F20
De F20 of snelfietsroute Gouda-Rotterdam is een geplande fietssnelweg in de provincie Zuid-Holland. De route zal Gouda verbinden met Rotterdam Centrum via Moordrecht, Nieuwerkerk aan den IJssel, Capelle aan den IJssel en de wijken Kralingen en Crooswijk in Rotterdam. De naam verwijst naar de A20, die tussen Rotterdam en Gouda ligt. De verwachting is dat de route in 2022 gereed is.
Het doel van de snelfietsroute is om een alternatief te bieden voor de A20 en de provinciale wegen N210 en N219 zodat reizigers vaker de fiets nemen in plaats van de auto.
De route wordt ruim 21 km lang. De kosten voor de aanleg zijn geraamd op 4.700.000 euro.
Naar aanleiding van het voorgestelde tracé ontstonden zorgen bij omwonenden van de Oost- en Westringdijk in Moordrecht over het drukker worden van verkeer op de dijkwegen. Naar aanleiding van deze zorgen gaf gemeente Zuidplas in 2020 opdracht tot een onderzoek naar het beter en veiliger benutten van de bestaande wegen en (fiets)paden. Hierin worden drie mogelijke tracés door de gemeente onderzocht.